# Orfeó de Música Eivissenc
L'Orfeó de Música Eivissenc va ser una coral fundada a la ciutat d'Eivissa per Joan Gamisans Arabí a final del mes de juliol de 1930.
El 29 de desembre de 1930 al Teatre Pereira aquesta entitat coral va fer el seu primer concert, interpretant l'obra del seu fundador Roqueta sa meua roca, La Balanguera (poema de Joan Alcover i Maspons (1854-1926), musicat el 1926 pel compositor Amadeu Vives); Les ruïnes d'Atenes de Ludwig van Beethoven, Scherzo de Giovanni Battista Martini i Las galas del Cinca de Josep Anselm Clavé i Camps.
Va ser la primera coral eivissenca en què participaren dones. L'any 1931 Gamisans va marxar d'Eivissa i Joan Mayans Escandell es feu càrrec de l'orfeó fins al 1933, quan desaparegué aquesta entitat.